# كأس التحدي الأوروبي 2005–06
كأس التحدي الأوروبي 2005–06 (بالإنجليزية: 2005–06 European Challenge Cup)‏ هو الموسم 10 من  كأس التحدي الأوروبي. أقيم خلال الفترة 22 أكتوبر 2005 وحتى 21 مايو 2006، وفاز فيه غلوستر رغبي ‏.